# P-70 Ametist
Die P-70 Ametist (GRAU-Index 4K66, NATO-Codename SS-N-7 Starbright) war eine U-Boot-gestützte Anti-Schiff-Lenkwaffe aus sowjetischer Produktion. Sie war die weltweit erste Anti-Schiff-Lenkwaffe, die von getauchten U-Booten eingesetzt werden konnte.

## Entwicklung
Die P-70 diente zur Bekämpfung von Seekriegsverbänden und Flugzeugträgergruppen. Die Entwicklung im Konstruktionsbüro NPO Maschinostrojenija Tschelomei begann im Jahre 1959. Die ersten Systeme wurden 1968 bei der Sowjetischen Marine eingeführt. Folgende U-Boot-Klassen wurden mit der P-70 ausgerüstet:
- 661 Papa-Klasse mit je zehn Lenkwaffen
- 670 Charlie-I-Klasse mit je acht Lenkwaffen

## Technik

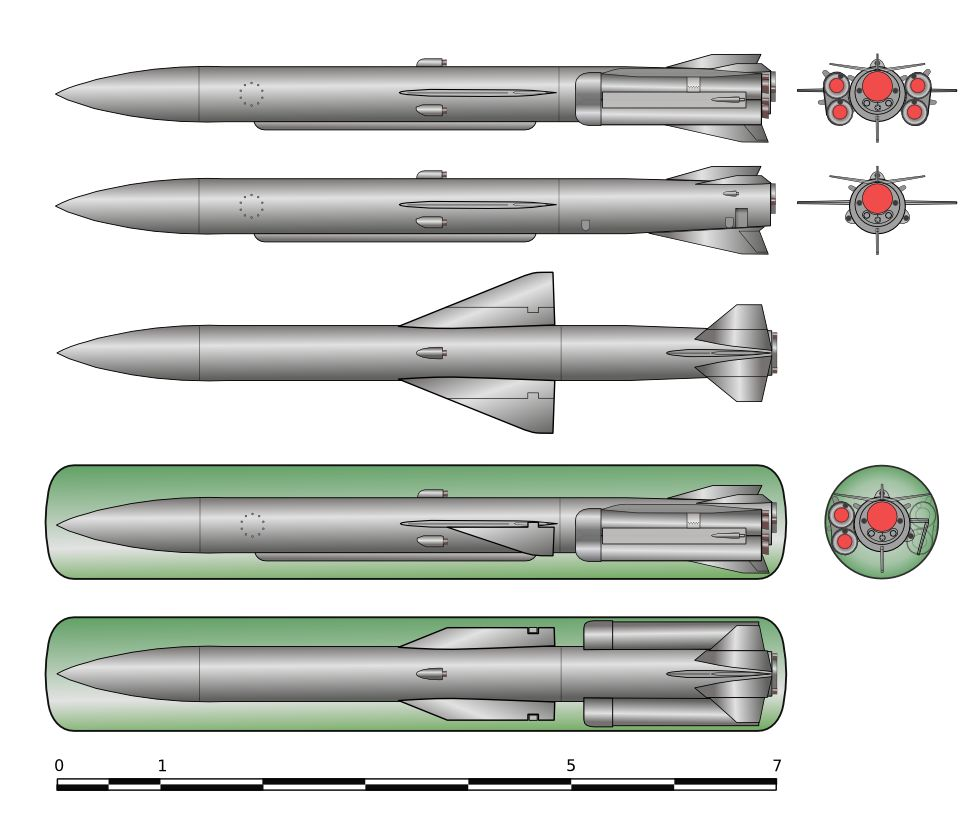
Dreiseiten-Ansicht der P-70

Die Lenkwaffen waren in Start- und Transportbehältern außerhalb des Druckkörpers untergebracht. Vor dem Start mussten im Navigationssystem der Lenkwaffe die Koordinaten sowie der Kurs des Zieles eingegeben werden. Diese wurden mittels Sonar oder ELINT vom U-Boot aus ermittelt. Der Lenkwaffenstart konnte nur ab dem getauchten U-Boot erfolgen. Der Start der Lenkwaffen erfolgte mit Hilfe des PRD-72-Marschtriebwerkes sowie vier PRD-71-Boostern am Lenkwaffenheck. Die Lenkwaffen konnten einzeln oder in Serie aus einer Tauchtiefe von maximal 30 m gestartet werden. Nach dem Durchstoßen der Wasseroberfläche stieg die Lenkwaffe auf eine Höhe von rund 100 m. Nach dem Ausbrennen der vier Booster wurden diese abgeworfen und die Lenkwaffe sank auf eine Marschflughöhe von 50 bis 60 m. Ein Radar-Höhenmesser sorgte für den nötigen Sicherheitsabstand zwischen der Lenkwaffe und der Meeresoberfläche. Die P-70 war eine Fire-and-Forget-Lenkwaffe und der Flug ins Zielgebiet erfolgte autonom mit Hilfe der Trägheitsnavigationsplattform. Für den Zielanflug wurde der bordeigene Radarsuchkopf aktiviert. War das Ziel erfasst, wurde es in einem flachen Sturzflug angeflogen. Der Einschlag im Ziel erfolgte auf Wasserhöhe.

## Verbreitung
Die P-70 kam nur bei der Sowjetischen Marine zum Einsatz. Das System wurde nie exportiert.